# قلوب تنبض
قلوب تنبض (بالفرنسية: L'Amour ouf) هو فيلم دراما رومنسية فرنسي صدر عام 2024. من إخراج جيل لولوش، الذي شارك في كتابة السيناريو بالإشتراك مع أحمد حميدي وأودري ديوان، استنادًا إلى رواية صدرت عام 1997 بعنوان "جاكي يحب جونسر، حسنًا؟"، بقلم المؤلف الأيرلندي نيفيل تومسون. يعد الفيلم انتاج مشترك بين فرنسا وبلجيكا. الفيلم من بطولة أديل أكزاركوبولوس وفرانسوا سيفيل.
عُرض الفيلم عالميًا لأول مرة ضمن المسابقة الرئيسية في مهرجان كان السينمائي 77 في 23 مايو 2024، لكنه بالأغلب تلقى مراجعات سلبية من النقاد. وقد ظهر في دور العرض في 16 أكتوبر 2024 في فرنسا من قِبل ستوديو كنال وفي بلجيكا من قِبل سينارت. حصد الفيلم 13 ترشيحًا لجوائز سيزار في دورتها 50، بما في ذلك أفضل مخرج، وأفضل ممثلة لإكزاركوبولوس، وأفضل ممثل لسيفيل، بينما فاز آلان شبات بجائزة أفضل ممثل مساعد.

## قائمة الممثلين
- أديل أكزاركوبولوس: في دور جاكي.[1]

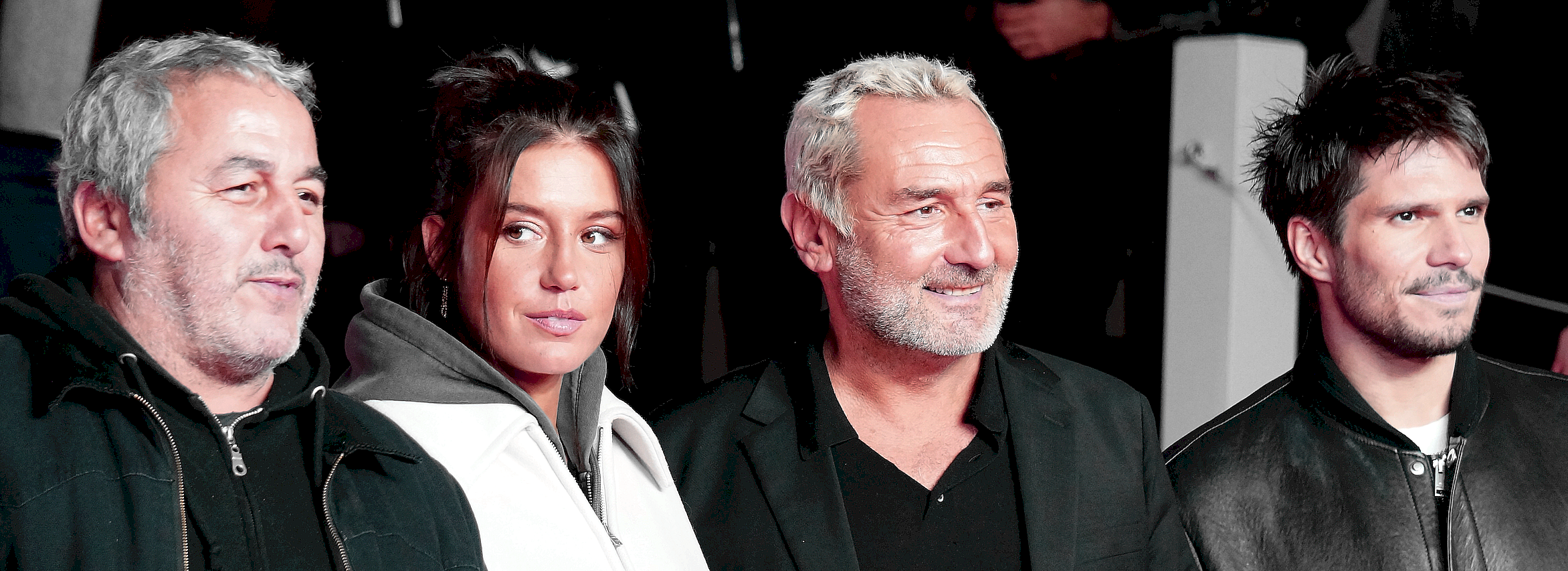
أحمد حميدي، أديل أكزاركوبولوس، جيل لولوش، فرانسوا سيفيل في مهرجان غينت السينمائي لعام 2024.

  - مالوري وانيك: في دور جاكي المراهقة.
- فرانسوا سيفيل: في دور كلوتير.
  - مالك فريكة: في دور كلوتير المراهق.
- آلان شبات: في دور والد جاكي.
- بينويت بولفوردي: في دور لا بروس.
- فنسنت لاكوست: في دور جيفري "زوج جاكي".
- إلودي بوشيه: في دور والدة كلوتير.
- كريم ليكلو: في دور والد كلوتير.
- جان باسكال زادي: في دور ليونيل.
- رافائيل كوينارد: في دور كيكي.
- أنتوني باجون: في دور توني.
- لويس رايسون: في دور كلوتير (12 سنة).